# 함양 승안사지 석조여래좌상
함양 승안사지 석조여래좌상(咸陽 昇安寺址 石造如來坐像)은 대한민국 경상남도 함양군 수동면 우명리, 승안사지에 있는 불상이다.
1972년 2월 12일 경상남도의 유형문화재 제33호 승안사지 석조여래좌상으로 지정되었다가, 2018년 12월 20일 현재의 명칭으로 변경되었다.

## 개요
경상남도 함양군 수동면 우명리에 위치한 승안사지에 있는 불상으로 승안사지 3층 석탑에서 20m가량 떨어진 곳의 개천 주위에 있는 불상이다. 오른팔 등에 파손이 있고, 하체가 묻혀 있으나 상체의 상태는 비교적 좋은 편이다.
머리 부분은 신체와 비례가 맞지 않아 매우 어색한 느낌을 준다. 또한 선각에 가까운 띠주름식의 옷주름은 형식화되었고, 좁은 어깨, 평판적이고 직선적인 신체의 윤곽선 등은 생동감이 없다.
이러한 표현 등에서 당대 거구(巨軀) 불상에 나타난 조형성을 잘 보여주고 있는 고려시대의 석불좌상임이 분명하다.

## 참고 문헌
- 함양 승안사지 석조여래좌상 - 국가유산청 국가유산포털